# Паннини, Джованни Паоло
Джованни Паоло Паннини (Панини) (итал. Giovanni Paolo Pannini о Panini; 17 июня 1691, Пьяченца, Эмилия-Романья — 21 октября 1765, Рим) — итальянский живописец и архитектор эпохи барокко, известный своими работами в жанрах городского пейзажа — ведуты и каприччи: изображения архитектурных фантазий, в основном руин вымышленных античных сооружений.

## Биография
Будущий художник родился в семье Франческо Марии и Розы Белли, которые обвенчались в Пьяченце 16 января 1687 года, и получил двойное имя от старшего брата: Джованни Паоло Джузеппе, который умер в младенчестве в начале 1688 года. В дальнейшем художник подписывал свои работы именем «Panini», хотя в XVIII веке более распространена была форма «Pannini», которая и закрепилась впоследствии.
Панини поступил в епископскую семинарию Пьяченцы и 19 ноября 1704 года принял первый клирский постриг от епископа Джорджио Барни. В семинарии Панини изучал не только богословские и литературные предметы, но также геометрию и перспективу. В церкви Сан-Винченцо, недалеко от семинарии, работали художники Джованни Евангелиста Драги и Роберто Де Лонге, а также архитектор и «квадратурист» (мастер иллюзорных росписей в архитектуре) Джованни Баттиста Галлуцци, ученик знаменитой семьи «перспективистов» Бибьена. Интерес молодого Паннини, вероятно, был направлен на сценографический характер местной живописи, на которую сильно повлияли художники болонской школы, театральные постановки и работы «квадратуристов» Джованни-Баттисты и Джузеппе Натали, а также картины пейзажиста Андреа Локателли. Все эти влияния заметны в раннем творчестве Паннини.
В 1711 году он переехал в Рим, где обучался рисунку у Бенедетто Лути и работал над убранством таких резиденций, как вилла Патрицци (1719—1725) и палаццо Ливио де Каролис (1720), а также Римская семинария (1721—1722).
В 1718 году Паннини был принят в Папскую академию виртуозов при Пантеоне; с 1719 года преподавал в римской Академии Святого Луки и в Королевской академии живописи в Париже. В 1755 году Паннини был избран принцепсом (председателем) Академии Святого Луки.
Вместе с Джакомо Дзоболи в 1747 году Паннини составил опись коллекции Саккетти, приобретённой папой Бенедиктом XIV, чтобы сформировать первоначальное ядро зарождающейся Капитолийской пинакотеки.
Панини умер в Риме 21 октября 1765 года.

## Творчество
Джованни Паоло Паннини начал свою карьеру, посвятив себя украшению дворцов с помощью росписей в «стиле тромплёй» (trompe-l’oeil). Как художник Панини более известен своими видами Рима; он проявлял особый интерес к древностям города. «Он стал изображать интерьеры знаменитых зданий Рима, перспективы улиц и фантастические пейзажи с античными руинами — классицистически-романтические вариации с игрой света и тени на разбитых колоннах».
Джованни Паоло Паннини также стал изобретателем своеобразной жанровой разновидности городского пейзажа: так называемых «галерей», картин как бы составленных из других картин, представляющих виды Рима. Граф Этьен-Франсуа де Шуазёль, французский посол при папском дворе в Ватикане, заказал у Паннини четыре таких картины: «Галерея видов древнего Рима» (Galleria di vedute di Roma antica), «Галерея видов современного Рима» (Galleria di vedute di Roma moderna), «Площадь Святого Петра» (Piazza San Pietro) и «Интерьер базилики Святого Петра» (Interno della Basilica di San Pietro). Паннини написал эти картины между 1753 и 1757 годами.
В изображении достопримечательностей Рима особенное внимание Паннини уделял памятникам античности. Большая часть его работ, в особенности «пейзажи руин», причудливы в соответствии с принципами жанра каприччио, в котором свободно сопоставляются памятники, на самом деле расположенные в разных местах. Он также писал портреты современников, включая Бенедикта XIV.
В мастерской Джованни Панини трудились его сыновья Франческо Панини и Джузеппе Паннини (1745—1812), который также был архитектором, живописцем и гравёром.
В римской мастерской Паннини работали французские художники: Юбер Робер, выдающийся живописец-романист, и Жан Оноре Фрагонар. Кoмпозиционные и стилевые особенности его работ оказали заметное влияние на других «ведутистов», таких как Антонио Джоли, Каналетто и Бернардо Беллотто. Жанр и стиль римских ведут Паннини своеобразно продолжил выдающийся римский архитектор и гравёр Джованни Баттиста Пиранези.
В Санкт-Петербургском Эрмитаже имеется шесть картин Джованни Паоло Паннини.

## Галерея

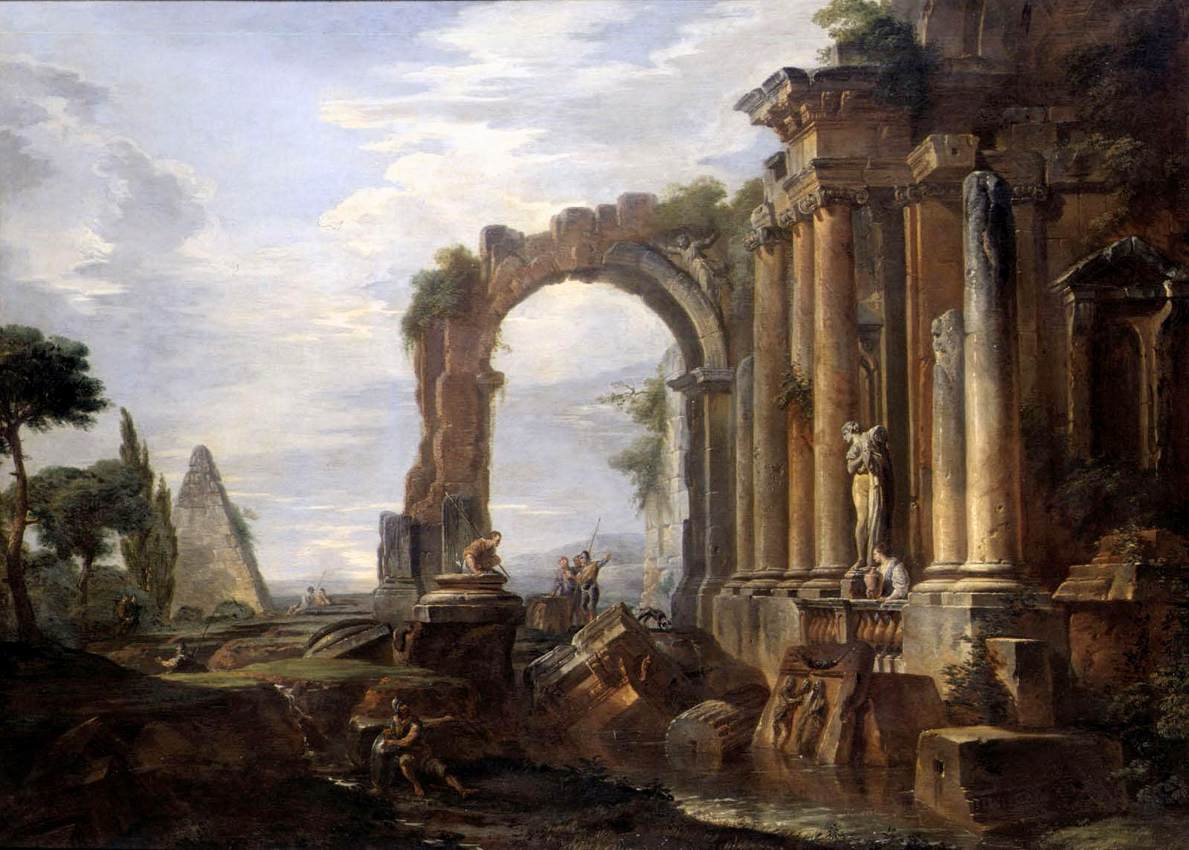
Каприччи классических руин. Ок. 1727 г. Холст, масло. Частное собрание
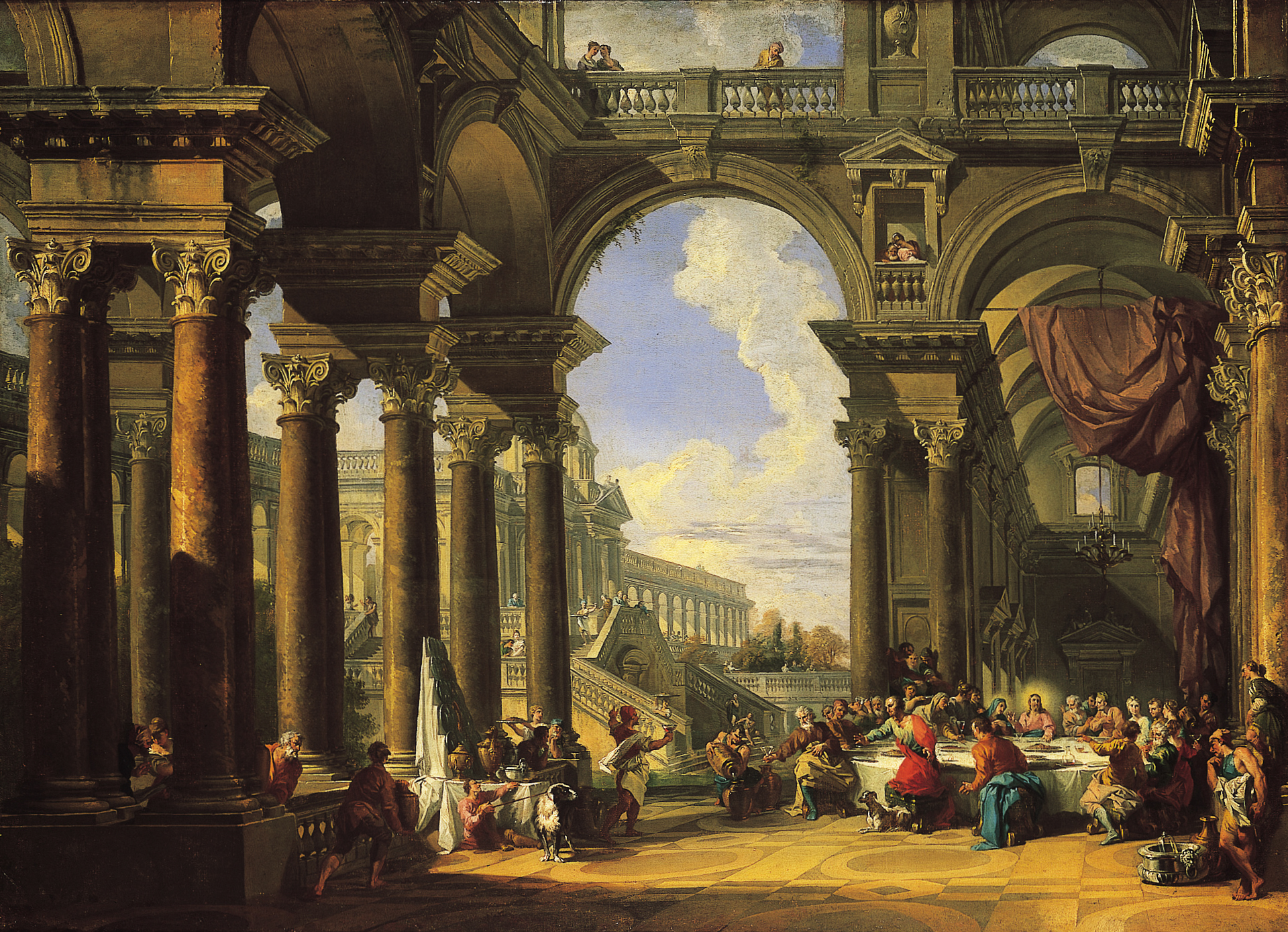
Брак в Кане Галилейской. Ок. 1725 г. Холст, масло. Художественный музей, Луисвиль, США
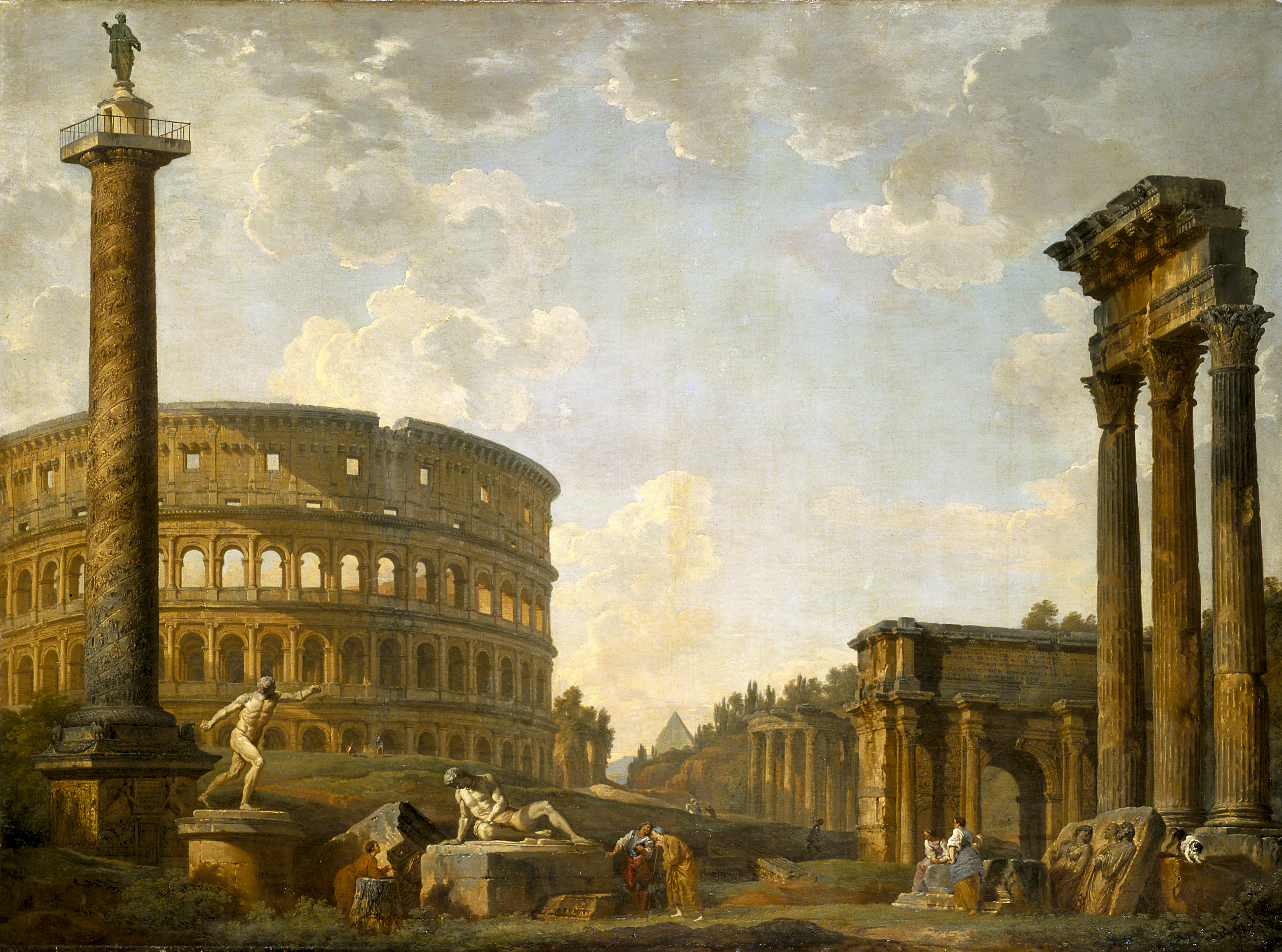
Римское каприччи: Колизей и другие памятники. 1735. Холст, масло. Художественный музей Индианаполиса, США
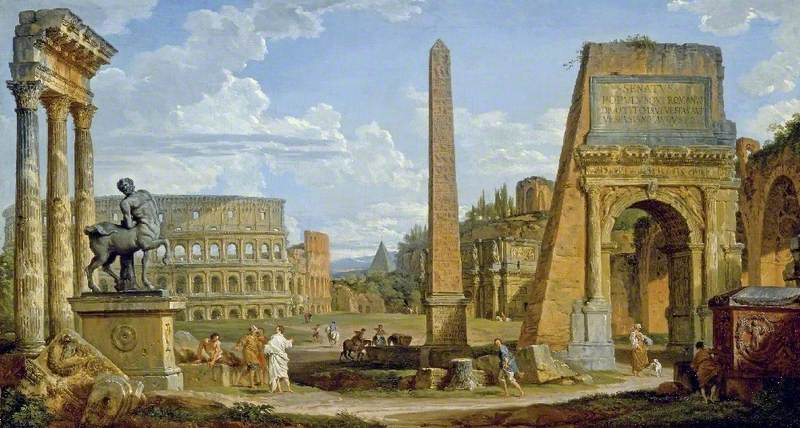
Каприччи римских руин. 1737. Холст, масло. Музей Фицуильяма, Кембридж
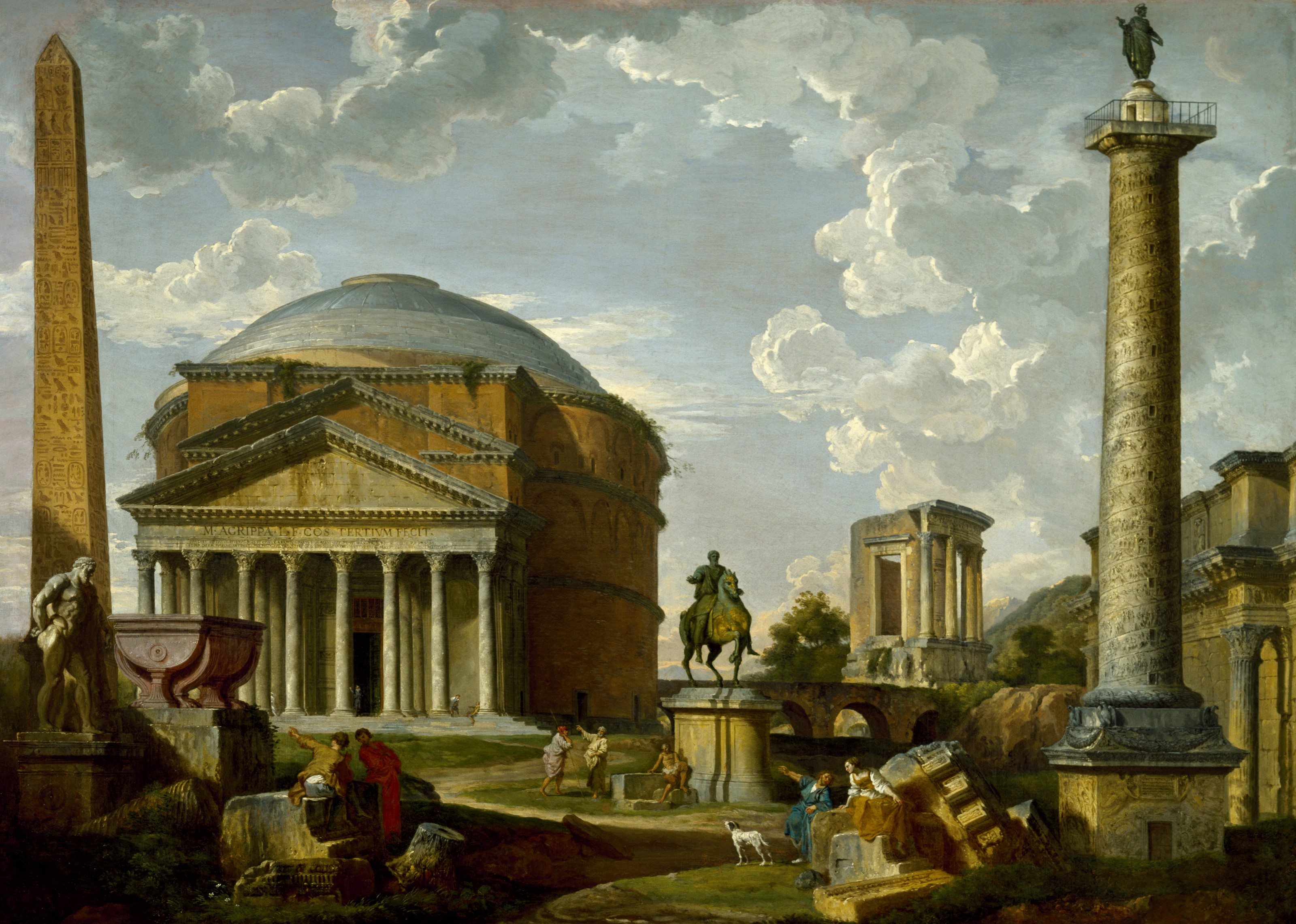
Фантастический вид с Пантеоном и другими памятниками Древнего Рима. 1737. Холст, масло. Музей искусств, Хьюстон
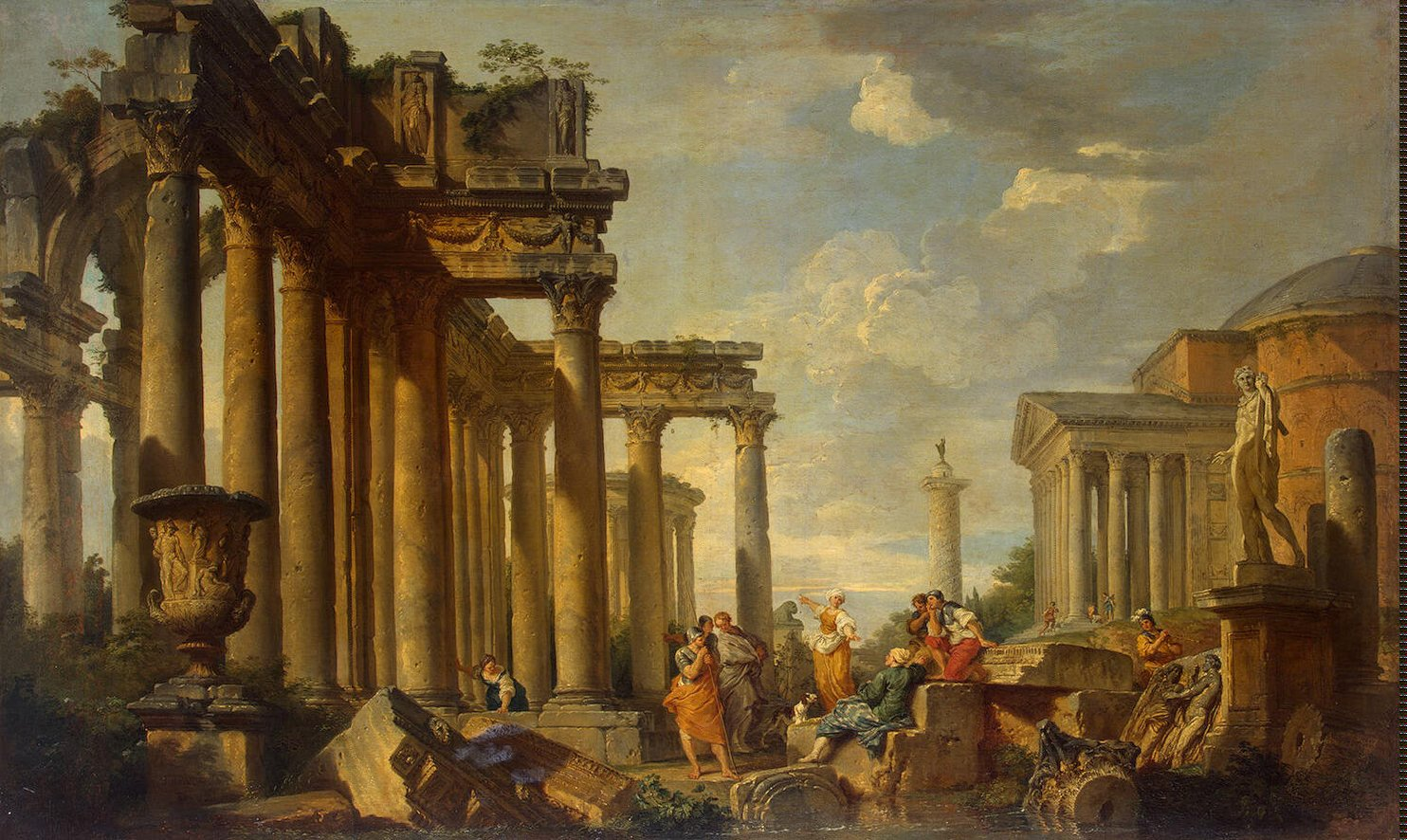
Проповедь Сивиллы в римских руинах со статуей Аполлона. 1740-е гг. Холст, масло. Государственный Эрмитаж, Санкт-Петербург
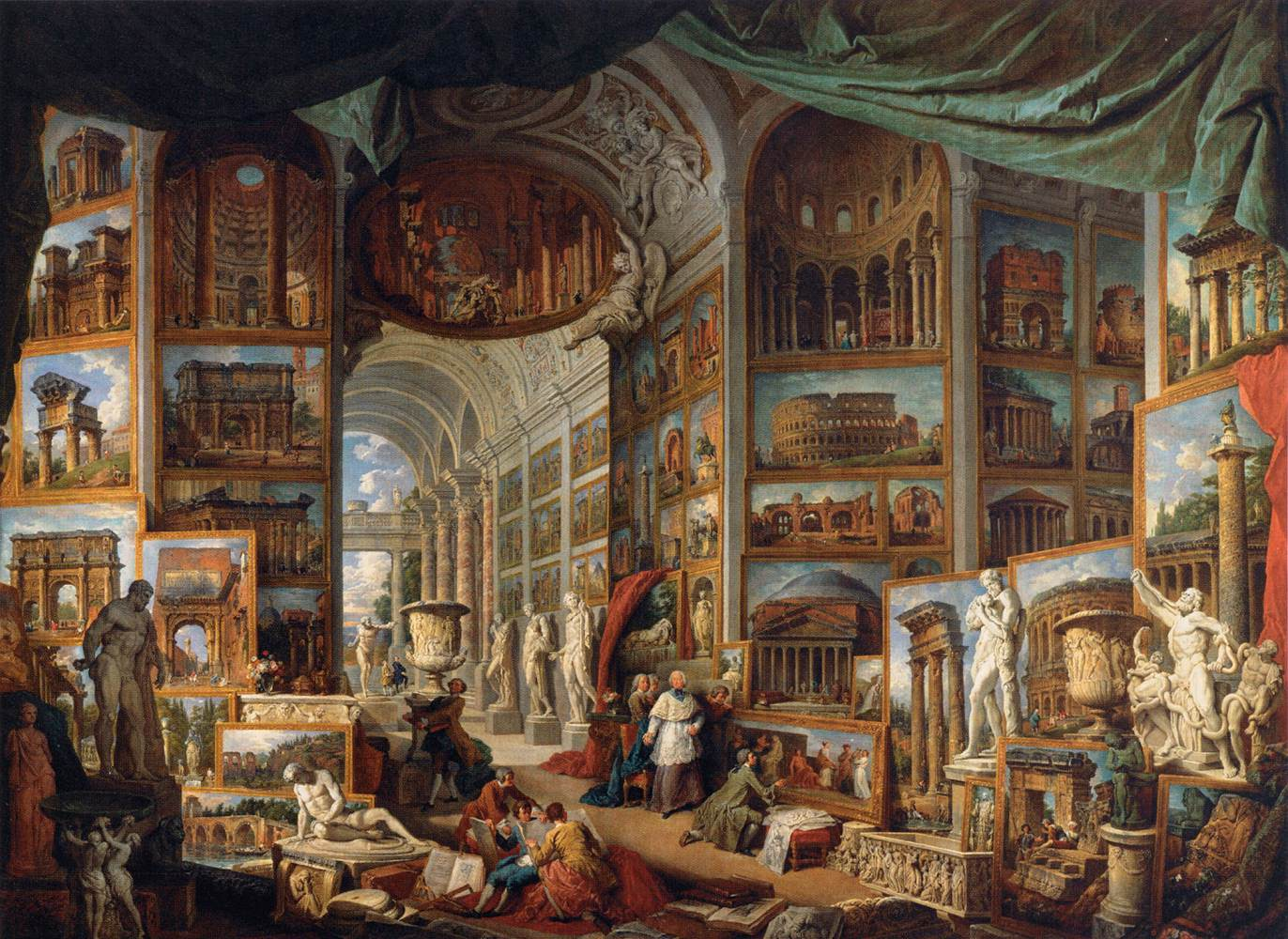
Галерея видов древнего Рима. 1758. Холст, масло. Лувр, Париж
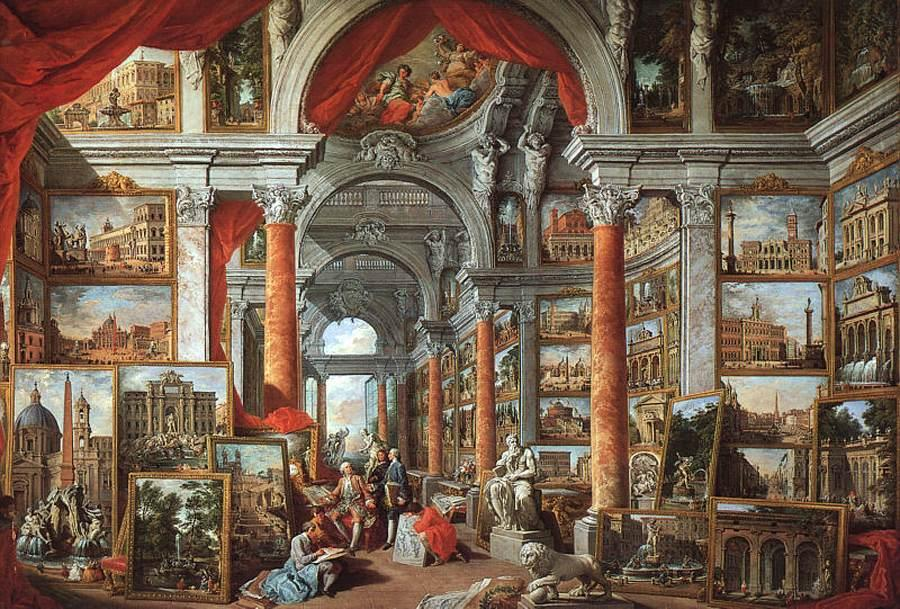
Галерея видов современного Рима. 1757. Холст, масло. Музей изящных искусств, Бостон, США
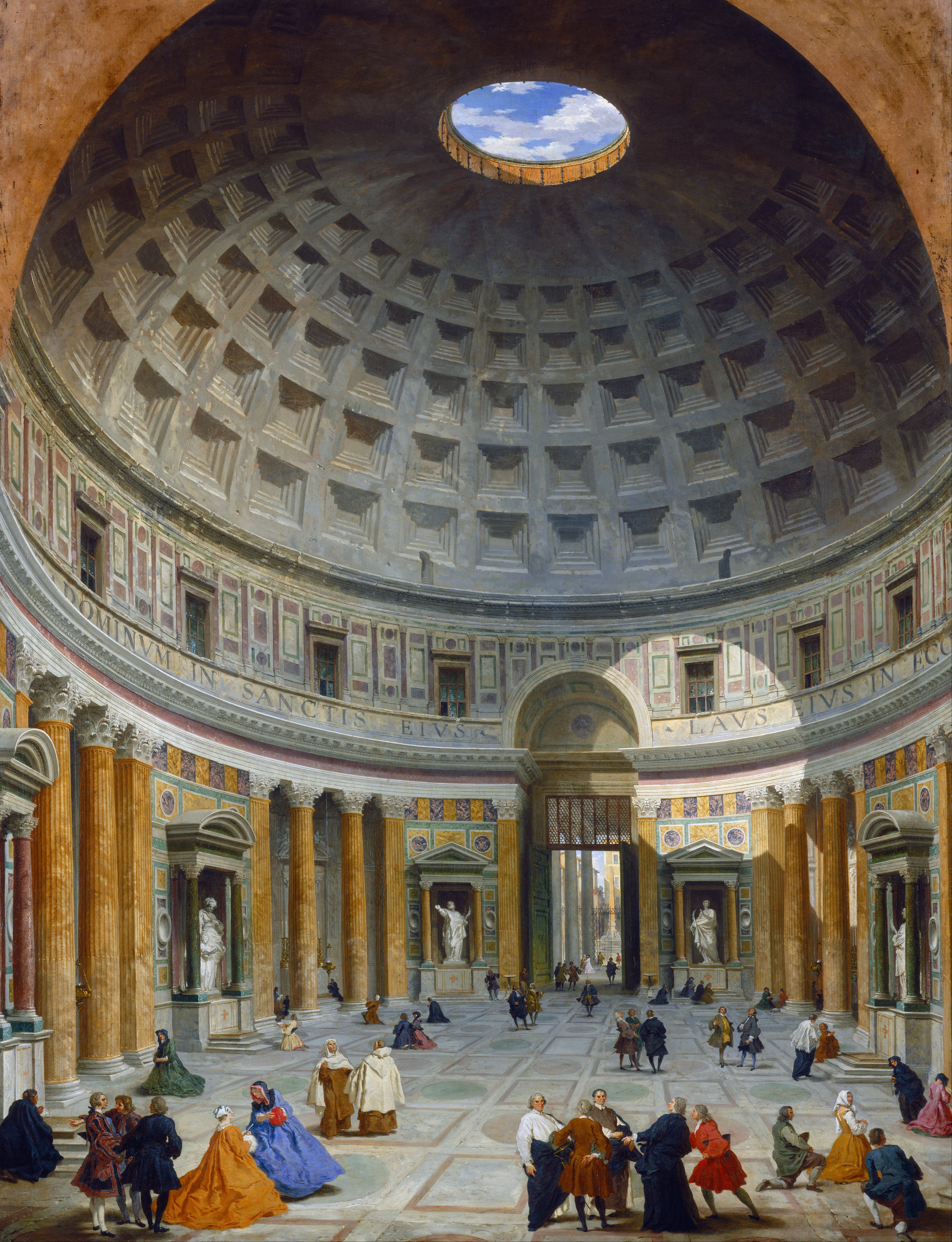
Внутренний вид Пантеона в Риме. 1734. Холст, масло. Национальная галерея искусства, Вашингтон
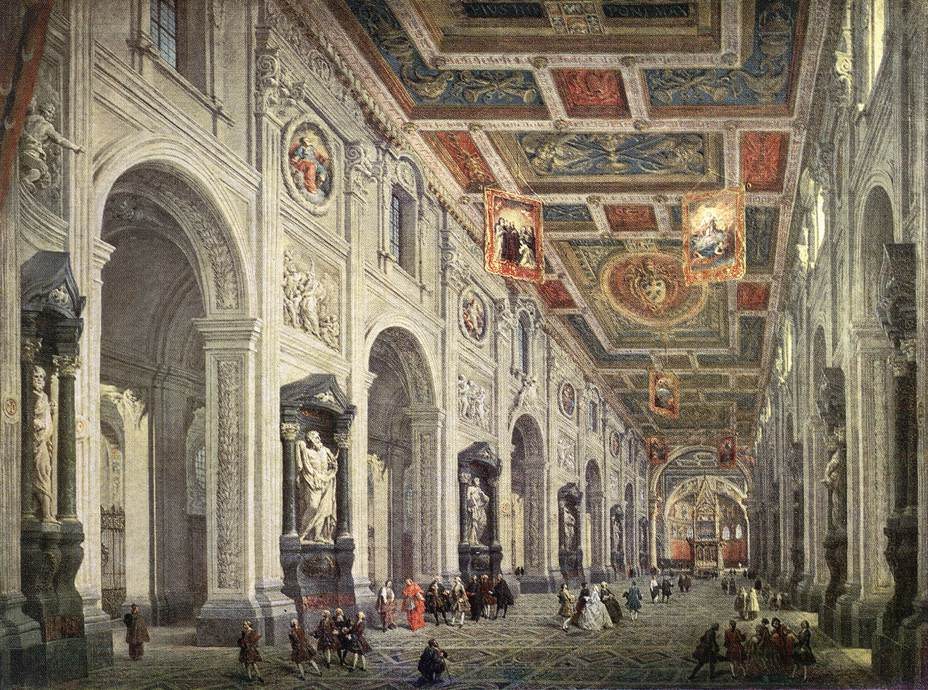
Внутренний вид базилики Сан-Джованни-ин-Латерано в Риме. 1740-е гг. Холст, масло. Государственный музей изобразительных искусств имени А. С. Пушкина, Москва
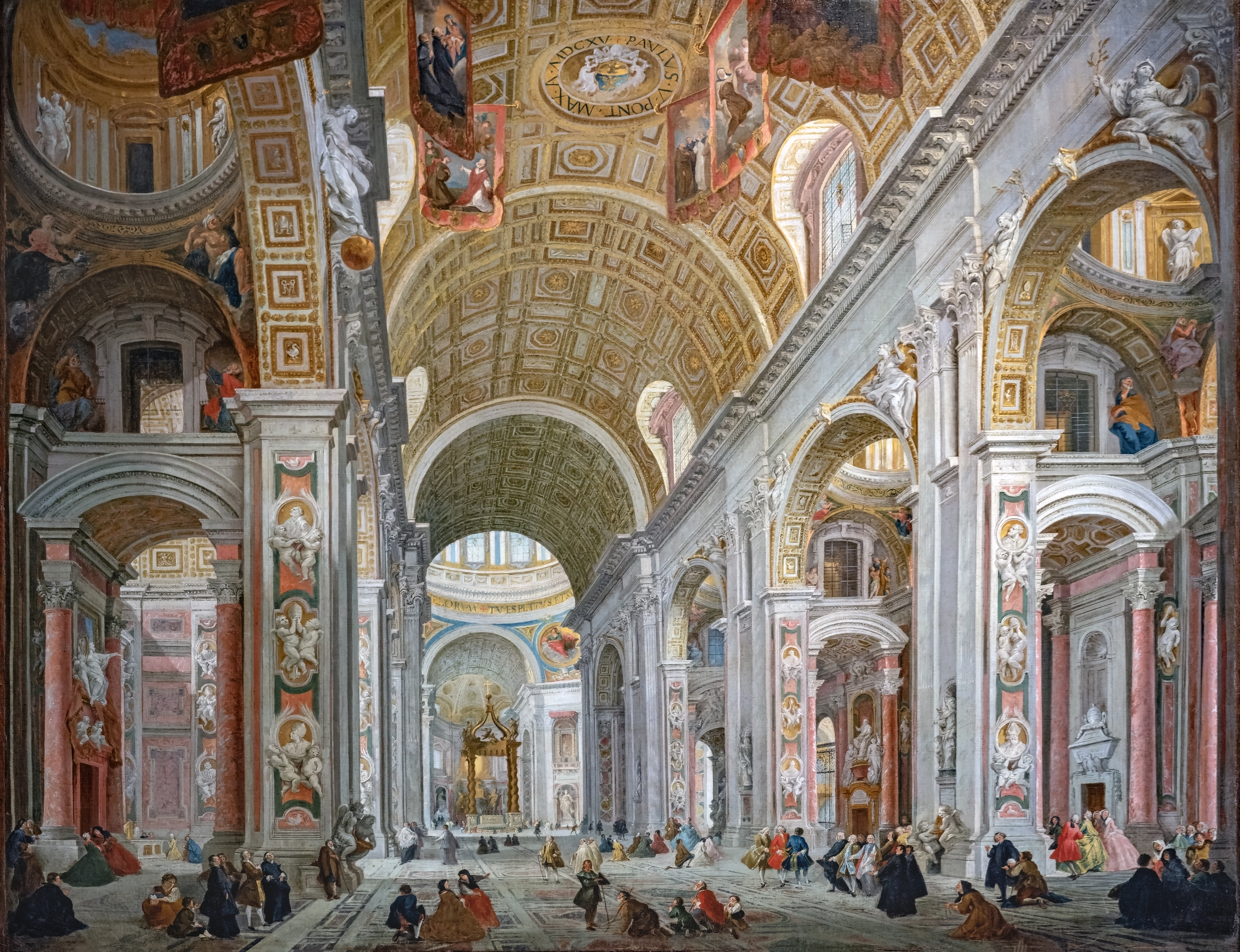
Внутренний вид базилики Святого Петра в Риме. 1740-е гг. Холст, масло. Ка-Реццонико, Венеция